# 斯普林菲爾德 (內布拉斯加州)
斯普林菲爾德（英語：Springfield）是位於美國內布拉斯加州薩皮縣的城市。

## 人口
根據2020年美國人口普查的數據，斯普林菲爾德的面積為4.19平方千米，皆為陸地。當地共有人口1501人，而人口密度為每平方千米358人。